# Pseudomerope mareki
Pseudomerope mareki is een fossiele soort schietmot uit de familie Protomeropidae.